# Borno (stan)
Borno – stan we wschodniej części Nigerii.
Borno sąsiaduje ze stanami Adamawa, Yobe i Gombe. Jego stolicą jest Maiduguri. Powstał w 1976. W 1991 odłączono od niego nowy stan Yobe.
Stan Borno podzielony jest na 27 lokalnych obszarów administracyjnych:
| - Abadam - Askira/UBA - Bama - Bayo - Biu - Chibok - Damboa - Dikwa - Gubio | - Guzamala - Gwoza - Hawul - Jere - Kaga - Kala/Balge - Konduga - Kukawa - Kwaya Kusar | - Mafa - Magumeri - Maiduguri - Marte - Mobbar - Monguno - Ngala - Nganzai - Shani |